# 1976-os finn labdarúgó-bajnokság (első osztály)
Az 1976-os finn labdarúgó-bajnokság (Mestaruussarja) a finn labdarúgó-bajnokság legmagasabb osztályának negyvenhatodik alkalommal megrendezett bajnoki éve volt. A pontvadászat 12 csapat részvételével zajlott. A bajnokságot a KuPS Kuopio csapata nyerte.  

## Bajnokság végeredménye
| #  | Csapat           | M  | Gy | D | V  | RG | KG | Pont |
| -- | ---------------- | -- | -- | - | -- | -- | -- | ---- |
| 1  | KuPS Kuopio (B)  | 22 | 13 | 6 | 3  | 40 | 21 | 32   |
| 2  | Haka Valkeakoski | 22 | 14 | 2 | 6  | 46 | 28 | 30   |
| 3  | HJK Helsinki     | 22 | 12 | 5 | 5  | 40 | 25 | 29   |
| 4  | Reipas Lahti     | 22 | 10 | 5 | 7  | 37 | 24 | 25   |
| 5  | MiPK Mikkeli     | 22 | 8  | 9 | 5  | 24 | 21 | 25   |
| 6  | MP Mikkeli       | 22 | 10 | 3 | 9  | 35 | 31 | 23   |
| 7  | VPS Vaasa        | 22 | 9  | 4 | 9  | 27 | 31 | 22   |
| 8  | KPV Kokkola      | 22 | 8  | 5 | 9  | 36 | 35 | 21   |
| 9  | OPS Oulu         | 22 | 5  | 7 | 10 | 18 | 34 | 17   |
| 10 | TPS Turku        | 22 | 7  | 1 | 14 | 30 | 38 | 15   |
| 11 | GBK Kokkola (K)  | 22 | 4  | 5 | 13 | 19 | 43 | 13   |
| 12 | KPT Kuopio (K)   | 22 | 3  | 6 | 13 | 12 | 33 | 12   |

## Külső hivatkozások
- Hivatalos honlap (finnül)
- Finnország – Az első osztály tabelláinak listája az RSSSF-en (angolul)